# Károly Honfi
Károly Honfi est un joueur d'échecs, un formateur et un entraîneur hongrois né le 25 octobre 1930 à Budapest et mort le 14 août 1996 dans la même ville. Maître international en 1962, il a obtenu le titre de grand maître international honoraire en septembre 1996.
Il fut également joueur d'échecs par correspondance, remportant la médaille d'argent par équipe lors de l'olympiade par correspondance de 1958-1961.

## Carrière aux échecs
Károly Honfi fut l'entraîneur de l'équipe de Hongrie féminine dans les années 1960 et 1980. Il entraîna la championne hongroise et candidate au championnat du monde féminin Zsuzsa Verőci.
Il finit deuxième du championnat de Hongrie d'échecs à trois reprises : en janvier-février 1958, avril-mai 1964 (championnat 1964-1965) et décembre 1965 (championnat 1965-1966).
Trois fois vainqueur du championnat de Budapest (en 1961, 1981 et 1982), il fut :
- premier ex æquo du tournoi mémorial Lajos Asztalos à Balatonfüred en 1960 ;
- deuxième du tournoi d'échecs de Reggio Emilia 1962-1963 ;
- deuxième ex æquo du mémorial Asztalos à Gyula (victoire de Viktor Kortchnoï) ;
- vainqueur du tournoi B de Monaco en 1967 ;
- troisième du tournoi de Wijk aan Zee B en 1969 et 1970 ;
- vainqueur du tournoi de Čačak en 1969 ;
- vainqueur du tournoi de Timișoara en 1972 ;
- vainqueur du tournoi de Kecskemét en 1970 et 1975 ;
- vainqueur de l'open de Berne en 1973 et 1974 ;
- vainqueur du tournoi de Mondorf-les-Bains en 1974 ;
- vainqueur du tournoi de Baden-Baden en 1979 ;
- vainqueur du tournoi de Wrocław en 1984.

## Compétitions par équipe
Károly Honfi a représenté la Hongrie lors de deux olympiades (en 1958 et 1962) marquant 12,5 points sur 21.
Il participa à quatre championnats d'Europe par équipe de 1961 à 1973, remportant :
- la médaille d'argent par équipe en 1970 ;
- trois médailles de bronze par équipe (en 1961, 1965 et 1973) ;
- la médaille d'argent individuelle au septième échiquier en 1965 ;
- la médaille de bronze individuelle au sixième échiquier en 1961.

Avec le club Spartacus de Budapest, son équipe parvint en demi-finale de la Coupe d'Europe des clubs d'échecs 1975-1976 (il jouait au troisième échiquier).